# Clarence Cormier
Pour les articles homonymes, voir Cormier (homonymie).
Clarence Cormier (1930-2012) est un professeur et un homme politique canadien.

## Biographie
Clarence Cormier naît le 14 juillet 1930 à Saint-Antoine, au Nouveau-Brunswick. Ses parents sont Willie Cormier et Béatrice Robichaud. Il étudie au Collège Saint-Joseph de Memramcook puis au Séminaire Sainte-Croix de Montréal. Il s'établit par la suite à Dieppe.
Au début des années 1960, il est recruté par le premier ministre Louis Robichaud pour travailler au programme provincial de lutte contre l'alcoolisme. Il dirige ensuite le Centre de traitement de l'alcoolisme de 1975 à 1982.
Impliqué dans sa communauté, il est élu conseiller municipal puis maire de Dieppe de 1977 à 1982. Il est ensuite député de Memramcook à l'Assemblée législative du Nouveau-Brunswick de 1982 à 1987 en tant que progressiste-conservateur. Il est ministre de l'Éducation de 1982 à 1985, devenant le premier Acadien à occuper ce poste.
Il est directeur de la Commission de la bibliothèque publique de Dieppe et s'implique dans des organismes tels que Centraide de Moncton, l'Association des anciens et amis de l'Université de Moncton, le Conseil économique du Nouveau-Brunswick, l'Institut de Memramcook, le club Optimiste et le club Rotary.
Clarence Cormier meurt le 26 avril 2012 au Centre hospitalier universitaire Dr-Georges-L.-Dumont de Moncton. Ses funérailles ont lieu le 3 mai suivant à l'église Sainte-Thérèse de Dieppe.